# Taubenpost (Polka)
Taubenpost ist eine Polka-française von Johann Strauss Sohn (op. 237). Das Werk wurde am 26. Februar 1860 im  Wiener Volksgarten erstmals aufgeführt.

## Einzelnachweis
1. ↑  Quelle: Englische Version des Booklets (Seite 84) in der 52 CDs umfassenden Gesamtausgabe der Orchesterwerke von Johann Strauß (Sohn), Hrsg. Naxos (Label). Das Werk ist als dritter Titel auf der 31. CD zu hören.